# Xəzər Lenkoran

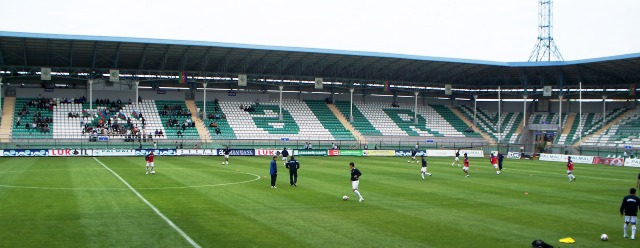
Stadion miejski

Xəzər Lenkoran (azer. Xəzər-Lənkəran Futbol Klubu) – azerski klub piłkarski z Lenkoranu.
Największym sukcesem klubu jest zdobycie mistrzostwa i Pucharu Azerbejdżanu w 2007 roku.
Xəzər-Lənkəran zagrał z Lechem Poznań w rundzie wstępnej Pucharu UEFA 2008/2009 przegrywając oba mecze. Pierwszy w Baku 0:1, a drugi w Poznaniu 1:4.

## Osiągnięcia
- Mistrz Azerbejdżanu: 2007
- Puchar Azerbejdżanu: 2007, 2008, 2011
- Puchar WNP: 2008

## Skład na sezon 2013/2014
| Nr | Poz. | Piłkarz               |
| -- | ---- | --------------------- |
| 1  | BR   | Orxan Sadıqlı         |
| 3  | OB   | Vanderson Scardovelli |
| 4  | OB   | Álvaro Silva          |
| 6  | OB   | Rasim Ramaldanov      |
| 7  | PO   | Sadio Tounkara        |
| 8  | PO   | Eduard Oriol          |
| 9  | NA   | Uğur Pamuk            |
| 10 | PO   | Elnur Abdullayev      |
| 11 | OB   | Zuhir Binwahi         |
| 12 | NA   | Nildo                 |
| 14 | PO   | Rahid Əmirquliyev     |
| 17 | PO   | Kazım Kazımlı         |

| Nr | Poz. | Piłkarz            |
| -- | ---- | ------------------ |
| 18 | PO   | Tural Cəlilov      |
| 20 | NA   | Mbilla Etame       |
| 21 | OB   | Radomir Todorow    |
| 22 | PO   | Deyvid Sacconi     |
| 23 | PO   | Nikoła Gligorow    |
| 25 | BR   | Tərlan Qasımzadə   |
| 27 | OB   | Adrian Scarlatache |
| 33 | BR   | Douglas            |
| 42 | PO   | Kamran Abdullazadə |
| 55 | NA   | Ağabala Ramazanov  |
| 97 | NA   | Elnur Cəfərov      |

## Europejskie puchary
Legenda do wszystkich tabel:
- Q – runda eliminacyjna, 1/16, 1/8, 1/4, 1/2 – odpowiednia faza rozgrywek, Grupa – runda grupowa, 1r gr – pierwsza runda grupowa, 2r gr – druga runda grupowa, F – finał, R – runda, PO – play-off
- k. – rzuty karne, los. – losowanie, Dogr. – dogrywka, w. – zasada bramek strzelonych na wyjeździe

| Sezon   | Rozgrywki     | Runda | Klub             | Dom | Wyjazd | Ogólnie    |
| ------- | ------------- | ----- | ---------------- | --- | ------ | ---------- |
| 2005/06 | Puchar UEFA   | 1Q    | Nistru Otaci     | 1–2 | 1–3    | 2–5        |
| 2007/08 | Liga Mistrzów | 1Q    | Dinamo Zagrzeb   | 1–1 | 1–3    | 2–4, Dogr. |
| 2008/09 | Puchar UEFA   | 1Q    | Lech Poznań      | 0–1 | 1–4    | 1–5        |
| 2010/11 | Liga Europy   | 1Q    | Zarea Bielce     | 1–1 | 0–0    | 1–1, w.    |
| 2011/12 | Liga Europy   | 2Q    | Maccabi Tel Awiw | 0–0 | 1–3    | 1–3        |
| 2012/13 | Liga Europy   | 1Q    | Nõmme Kalju      | 2–2 | 2–0    | 4–2        |
| 2012/13 | Liga Europy   | 2Q    | Lech Poznań      | 1–1 | 0–1    | 1–2        |
| 2013/14 | Liga Europy   | 1Q    | Sliema Wanderers | 1–0 | 1–1    | 2–1        |
| 2013/14 | Liga Europy   | 2Q    | Maccabi Hajfa    | 0–8 | 0–2    | 0–10       |